# Ада-Циганлия
Ада-Циганлия, или Циганлия-Ада (серб. Ада Циганлија) — речной остров на реке Сава в Белграде, искусственно превращённый в полуостров. Название также применяется к искусственному озеру Сава и пляжу. Благодаря своему положению в 4 км от центра Белграда, остров после осушения болот превратился из места проведения наказаний в популярную рекреационную зону, известную своими пляжами и спортивными объектами. Летом ежедневно его посещают до 100 тыс. отдыхающих.

## Описание
Некоторые летописцы название острова переводят с кельтского как синга (остров) и лия (подводные земли), ставшие в более поздней транскрипции словом Сингалия. В 1821 году остров объявлен государственным имуществом и является им до сегодняшнего дня. Нижняя и верхняя плотины на реке построены в 1967 году, благодаря чему город получил уникальное озеро длиной 4,2 км, 200 м в ширину и 4-6 м в глубину. Благодаря своему лечебному микроклимату (несколько пониженная температура, повышенная влажность и грунтовые воды) является одним из мест экологического туризма. Флора представлена дубом, американским тополем и ясенем. Из птиц наиболее распространены утки и чайки, а также фазаны и перепела. Можно встретить оленей и зайцев. Искусственное озеро — одно из крупнейших в Европе. Вода в нём теплее и чище, чем в реке. Оно подходит для купания, катания на байдарках, водного поло, дайвинга и сёрфинга. На острове находится около 50 спортивных объектов, включая поле для гольфа, лыжный подъёмник, футбольное поле, теннисные корты, площадки для волейбола, бейсбола. В 2008—2011 годах над восточной оконечностью озера был построен мост, соединивший общины Чукарица (Баново-Брдо) и Нови-Београд (Блокови).